# Stuart Holden
Stuart Holden (Aberdeen, 1 de agosto de 1985) é um ex-futebolista escoto-americano que atuou como meio-campista.

## Clubes
Nascido na Escócia, Stuart Holden mudou-se, ainda pequeno, com seus pais para os Estados Unidos da América. Após jogar futebol por dois anos na Universidade Clemson, assinou contrato com o Sunderland, da Inglaterra, em 2005. Porém, após ser agredido em um bar em Newcastle, deixou o clube sem disputar nenhuma partida.

### Houston Dynamo
Holden retornou aos Estados Unidos em 2006 para jogar pelo Houston Dynamo. Por este time, obteve grande destaque e conquistou duas vezes a Major League Soccer (MLS): 2006 e 2007. Após adquirir a cidadania norte-americana, passou a defender a Seleção dos Estados Unidos.

### Bolton Wanderers
Em janeiro de 2010, foi contratado pelo Bolton Wanderers, que disputa a Premier League, a primeira divisão do campeonato inglês. Fez sua estreia pelo novo clube na derrota por 0–4 para o Tottenham, em 24 de fevereiro pela Copa da Inglaterra.

## Seleção dos Estados Unidos

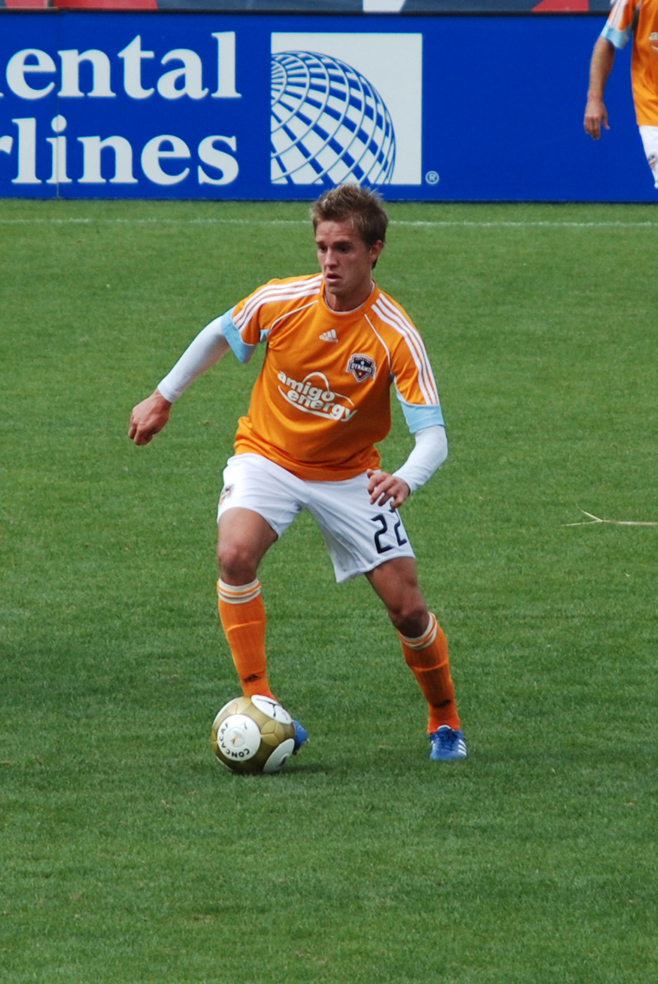
Stuart Holden atuando pelo Houston Dynamo

Após atuar pelas seleções sub-20 e sub-23 (disputou os Jogos Olímpicos de 2008), Holden passou a integrar a equipe principal dos Estados Unidos em 2009 e, desde a disputa da Copa Ouro da CONCACAF 2009, foi frequentemente convocado para a seleção.
Porém, em partida amistosa contra a Holanda, disputada em Amsterdã a 3 de março de 2010, em uma disputa com Nigel de Jong sofreu uma contusão que o deixaria parado por até seis semanas.Voltou a seleção americana na Copa Ouro de 2013, onde ganhou o título disputando a final apenas 25 min devido a uma lesão que o tirou do jogo no primeiro tempo.

## Títulos
Houston Dynamo
- Major League Soccer:  2006 e 2007